# 北方三佑怙殿
北方三佑怙殿（The Northern Rigsum Lha-khang）位于西藏自治区拉萨市城关区小昭寺路，是一座藏传佛教格鲁派女尼的寺廟。

## 简介
拉萨原有八座三怙主殿，以大昭寺为中心，形成坛城布局。其中，东、南、西、北四个方位的三怙主殿是松赞干布启建，东南、东北、西南、西北四个方位的三怙主殿是后世加建。1990年代，八座三怙主殿中的南、西、北三座重建。原来东殿的三怙主石刻等，现供奉在布达拉宫东面山脚处。
沿小昭寺路向南走，便可到达北方三佑怙殿。该寺位于小昭寺路东侧。临街的门上挂有一个藏文及汉文匾额，其中汉文为“北：圣三部主佛堂”。到21世纪初，该寺已有600余年历史。该寺历史上为喜德寺的分院（也有说法认为是下密院管辖）。重建之后，该寺由色拉寺附近的格日寺的尼众管理。
该寺没有明显的门庭，可自商铺旁边的小门进入。小门内狭长的廊道安放有40多个转经筒，经过该廊道之后为一开阔的四合院，左侧为民居，右侧是寺院。该寺主殿分为两个小殿。内侧的小殿主供21世纪初新塑的三怙主（观音菩萨、文殊菩萨、金刚手菩萨）像。殿走廊上有一直径2米的转经筒。外侧靠近门口的小殿内，在面对佛坛时的右侧，供奉有原有的自生三怙主石。1990年代，有西方学者曾到此考察，发现殿内存有一尊残旧的北方多闻天王像，故推断历史上拉萨的四方三怙主殿各自供奉对应方向的天王，但该观点现已无法验证。2009年时，该寺有6名尼姑，住持尼姑约60岁，其他尼姑约30岁。